# Grotta del Ventaglio
La grotta del Ventaglio è una grotta carsica ricca di stalattiti e stalagmiti formatasi nel corso di circa due milioni di anni, che si estende nel sottosuolo di Solarino in provincia di Siracusa.

## Nome
Il nome (attribuitole spontaneamente dalla popolazione, come dichiarato dal cronista de La Sicilia Mimmo Calafiore) è dovuto alla presenza di una stalattite a forma di ventaglio molto grande, sottile e trasparente, posta quasi al centro della stessa cavità. La sua scoperta è avvenuta per caso il 27 ottobre 1987 durante i lavori di scavo per la posa di tubi della fognatura, nel centro abitato, in Via Dante, all'altezza del numero civico 20.

## Caratteristiche
Essa è caratterizzata da una sala di circa m 30 x 12, ove sono presenti, oltre al ventaglio, stalattiti di dimensioni superiori ai 2 metri di colore bianco, rosa e rossastro e falde di alabastro, la cui apertura può raggiungere i 50 metri; dietro alla sala, poi, si trova un laghetto non molto esteso ed una rete di cunicoli.

La grotta è di modeste dimensioni ma la presenza dei cunicoli ne fa supporre un'infiltrazione ed una proiezione per decine di metri e, comunque, fino alla Piazza del Plebiscito ad est e verso Via Machiavelli a nord.  Secondo alcuni geologi, poi, tale ipogeo, probabilmente è parte di un sistema reticolare concatenato con altre cavità del Siracusano quali le grotte del Monello, Chiusazza, Palombara, Genovesi.

Attualmente, il sito è chiuso al pubblico per via della posizione, poiché la grotta insiste su una strada urbana a soli 50 cm, 1 metro al massimo, dal piano stradale.